# Крог, Август
Шек А́вгуст Сти́нберг Крог (А́вгуст Крог, дат. Schack August Steenberg Krogh; 15 ноября 1874, Грено — 13 сентября 1949, Копенгаген) — датский физиолог (с румынскими корнями по материнской линии), профессор факультета зоофизиологии в Университете Копенгагена в 1916—1945 годах.
Лауреат Нобелевской премии по физиологии и медицине в 1920 году. Номинирован за исследование механизма регуляции просвета капилляров скелетных мышц Крог был первым, кто описал зависимость изменений в кровотоке мышц и других органов от потребностей организма через открытие и закрытие просвета артериол и капилляров..
Один из основателей фармацевтической компании Novo Nordisk.
Август Крог является пионером в сравнительной физиологии — разделе общей физиологии, которая изучает разнообразие функциональных характеристик различных видов организмов.

## Биография и карьера
Август Крог родился в Грено в семье судостроителя и пивовара Вигго Крога и Марии Крог (Дрехман).
В 14 лет Август уходит из школы и поступает на службу на датский военно-морской корабль, охраняющий рыбные промыслы Исландии. Через год он возвращается к учёбе в кафедральной школе в Орхусе, а в 1893 году поступает в Копенгагенский университет.
В 1897 году Крог начинает работать под руководством Кристиана Бора (дат. Christian Bohr), отца Нильса Бора, в лаборатории медицинской физиологии. Через два года он получает степень магистра наук по зоологии в Копенгагенском университете и становится ассистентом Бора.
В 1903 году он получает докторскую степень по зоологии в Копенгагенском университете за диссертацию, посвящённую лёгочному и кожному дыханию лягушки.
В 1905 году Август Крог женится на своей коллеге — Мари Йёргенсен (дат. Marie Jörgensen) (1874—1943), после замужества взявшей фамилию Крог. Их сын стал прозектором на кафедре анатомии в университете Орхуса, две дочери — зубными врачами, а младшая дочь Бодиль (дат. Bodil Schmidt-Nielsen) — физиологом в Соединённых Штатах Америки и первой женщиной-президентом Американского физиологического общества. Большую часть своих научных работ Август Крог выполнил в тесном сотрудничестве с женой.
Через год после женитьбы Крог был удостоен премии Зигена Австрийской академии наук за работы, в которых показано отсутствие газообразного азота в нормальных обменных процессах у животных.
Август Крог является автором нескольких научных приборов, имеющих несомненную практическую ценность, например:
- Микротонометр — прибор, позволяющий измерять парциальное давление газа, растворённого в жидкости (например, кислорода в крови);
- Спирометр — прибор для измерения объёма воздуха, поступающего из лёгких при наибольшем выдохе после наибольшего вдоха;
- Прибор для измерения минимального количества энергии, необходимого для обеспечения нормальной жизнедеятельности организма во время отдыха.

## Память
В 1976 году Международный астрономический союз присвоил имя Августа Крога кратеру на видимой стороне Луны.